# 薩摩永野駅

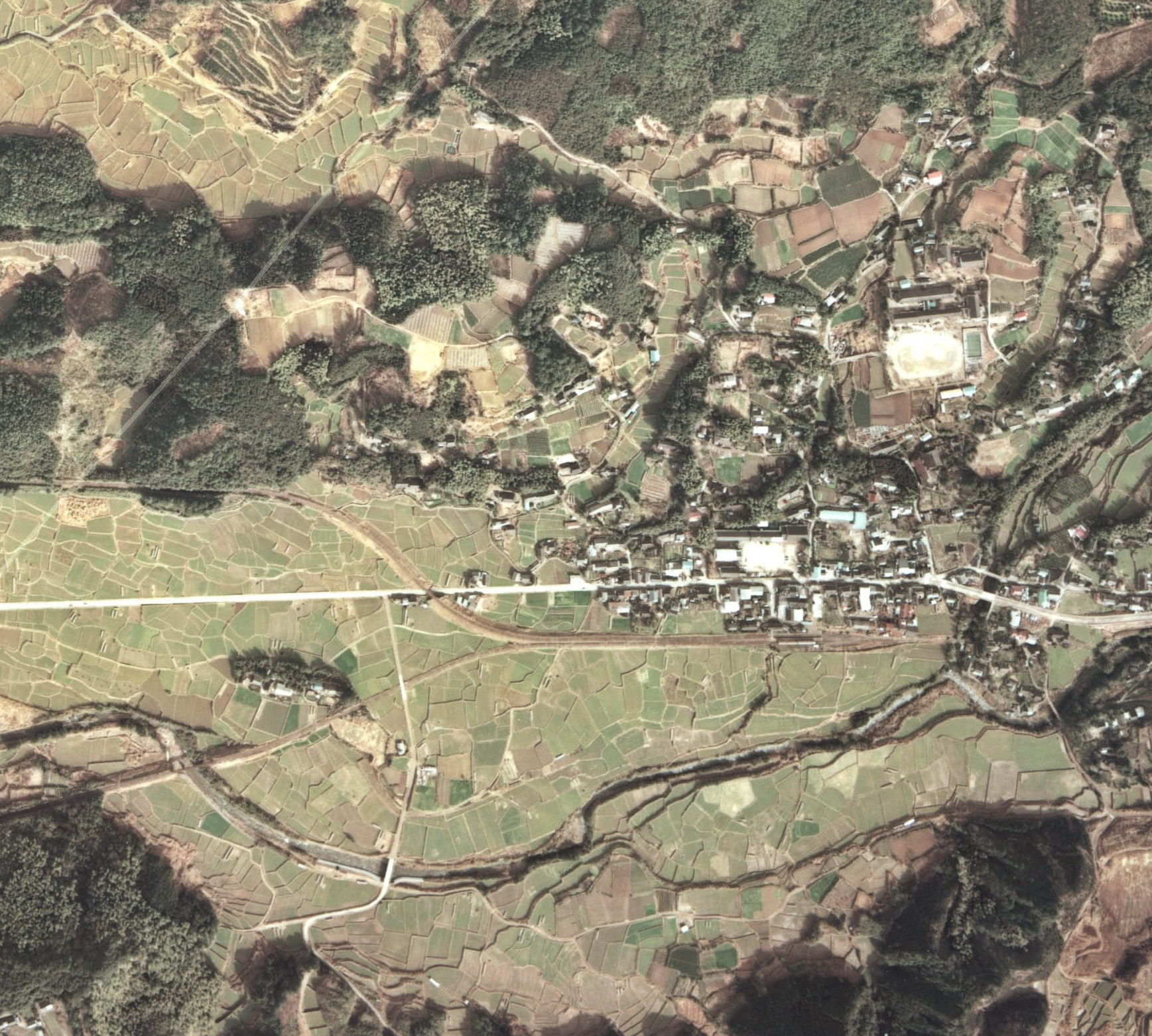
中央部に薩摩永野駅があり、上方が薩摩大口駅方面、下方が川内駅方面。

薩摩永野駅（さつまながのえき）は、かつて鹿児島県薩摩郡薩摩町永野（現・薩摩郡さつま町永野）にあった日本国有鉄道（国鉄）宮之城線の駅（廃駅）である。
1987年（昭和62年）1月10日、宮之城線の廃止に伴い、廃駅になった。

## 歴史
- 1935年（昭和10年）6月9日：薩摩鶴田 - 当駅間開業に伴い、終着駅として開業[1]。
- 1937年（昭和12年）12月12日：当駅 - 薩摩大口間開業に伴い中間駅となる[1]。
- 1962年（昭和37年）3月25日：貨物取扱いを廃止[2]。
- 1984年（昭和59年）2月1日：荷物扱い廃止[2]。
- 1987年（昭和62年）1月10日：宮之城線廃止に伴い廃駅[1]。

## 駅構造
スイッチバック方式の有人駅であった。これはかつて近くに山ヶ野金山があり大きな集落であったため、大口へ向かう途中で立ち寄るために生まれたものである。スイッチバックの象徴ともいえるシーサスクロスポイントが保存されているが、現役時代とは位置が若干異なる。
島式ホーム1面2線の構造で、奥で再度線路がまとめられて機関車で運転する列車の機回し作業ができるようになっていた。

## 廃止後の状況
当時の駅舎は現存しないが、跡地に「永野鉄道記念館」があり、鍵を借りてくると自由に館内を見学することができる（館内に掲示あり）。永野鉄道記念館は、南国交通バスの待合所も兼ねている。記念館の建物は廃止後に新たに公民館を兼ねて建設したもので、総工費4,770万円であった。現在では永野鉄道記念館を経由するバスは少なく、鹿児島空港と宮之城・出水・阿久根方面を結ぶ南国交通バスは駅跡少し西の「永野」バス停から発着する。
また、敷地内にはホームの一部が保存されており、その脇の線路に保線用のモーターカーも保存されている。

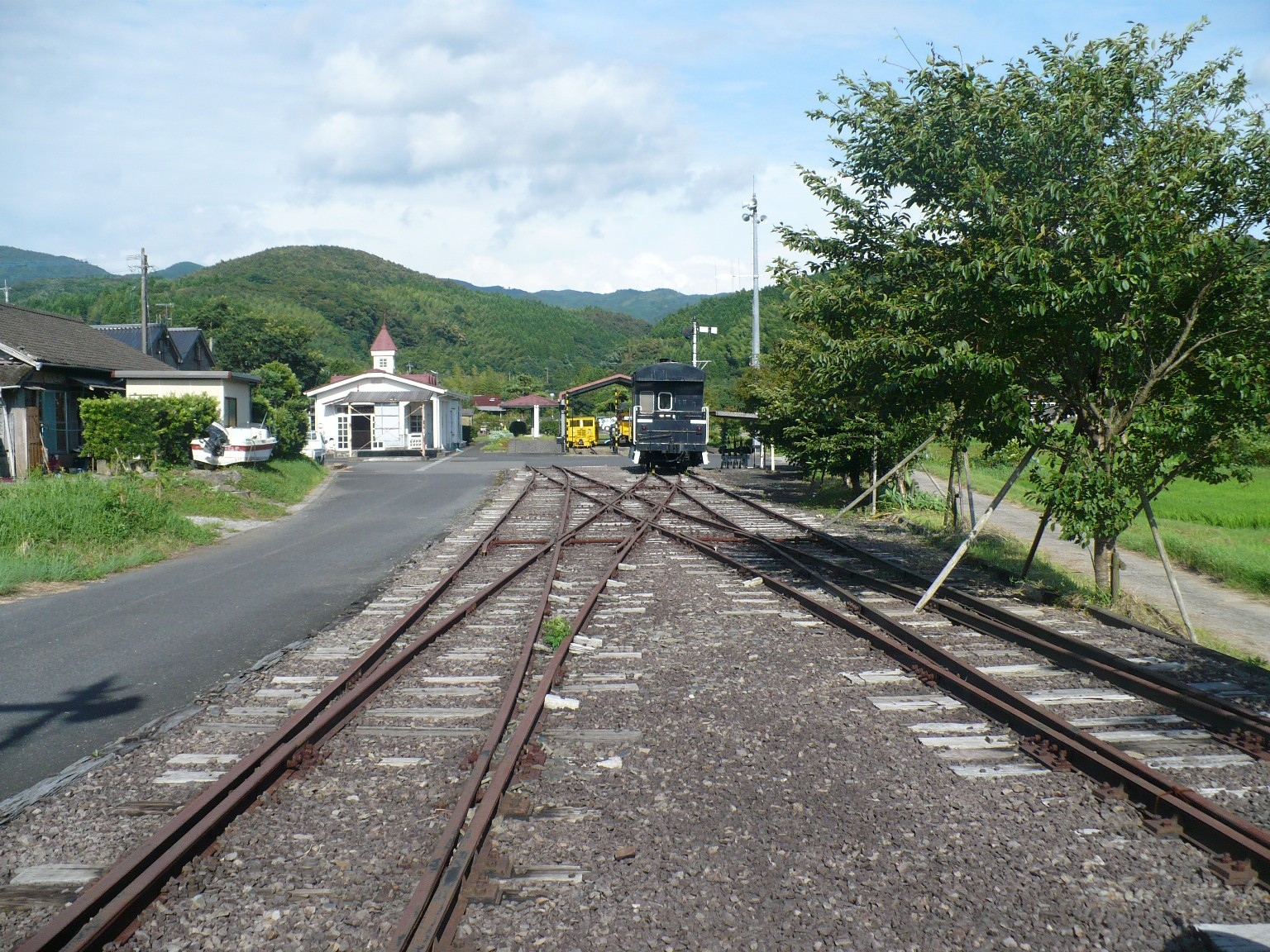
保存されているシーサスクロスポイント（2009年8月）

## 隣の駅
日本国有鉄道
宮之城線
広橋駅 - 薩摩永野駅 - 針持駅